# Eldena
Eldena település Németországban, Mecklenburg-Elő-Pomeránia tartományban. Lakosainak száma 1131 fő (2023. december 31.).

## Népesség
A település népességének változása:
| Lakosok száma | 1167 | 1158 | 1137 | 1134 | 1131 |
|               | 2017 | 2019 | 2021 | 2022 | 2023 |